# John Henry Hubbard
John Henry Hubbard, född 24 mars 1804 i Salisbury, Connecticut, död 30 juli 1872 i Litchfield, Connecticut, var en amerikansk politiker. Han representerade delstaten Connecticuts fjärde distrikt i USA:s representanthus 1863–1867.
Hubbard studerade juridik och inledde 1828 sin karriär som advokat i Lakeville. Han var ledamot av delstatens senat 1847–1849 och tjänstgjorde sedan som åklagare 1849–1852. Han flyttade 1855 till Litchfield.
Hubbard gick med i Republikanska partiet. Han efterträdde 1863 George Catlin Woodruff som kongressledamot. Hubbard förlorade republikanernas nominering i kongressvalet 1866 mot Phineas Taylor Barnum. Hubbard efterträddes 1867 i representanthuset av demokraten William Henry Barnum.
Hubbard avled 1872 och gravsattes på East Cemetery i Litchfield.